# Мелитополь (станция)
Мелито́поль — грузовая и пассажирская станция Приднепровской железной дороги, расположенная на территории города Мелитополя.

## История
Станция открылась в 1874 году, одновременно с открытием железной дороги.
Участок Александровск (ныне Запорожье) — Мелитополь вступил в эксплуатацию 28 июня 1874 года (длина 112 км, промежуточные станции: Краснокутовка, Васильевка, Михайловка, Фёдоровка), а участок Мелитополь—Симферополь — 14 октября 1874 года.
1 ноября 1874 года на станции Мелитополь было введено зимнее расписание.
26 мая 1901 года началась ежедневная отправка фруктов со станции, преимущественно в Москву, Харьков, Курск, Орёл и Тулу. Отправлялось по три вагона фруктов: в конце мая — черешни и абрикосов, в конце июня — слив и груш.
Во время Гражданской войны в одном из зданий вокзала находился штаб командующего Южным фронтом М. В. Фрунзе.
В ходе боёв за освобождение Мелитополя в октябре 1943 года здание вокзала было разрушено, следующие 10 лет функции вокзала исполнял маленький павильончик, находившийся на месте нынешнего багажного отделения.
В 1955 году было построено новое здание вокзала. Для него не стали разрабатывать оригинальный проект, а использовали проект, по которому ранее был построен вокзал на станции Тоннельная в Краснодарском крае. При этом в проект были внесены некоторые изменения. Открытие вокзала планировалось на 7 ноября, однако строители не уложились в срок, вокзал был сдан в эксплуатацию 4 декабря. В здании вокзала размещались два зала ожидания, почта, телеграф, медпункт, парикмахерская.
На перроне были установлены памятники Ленину и Сталину. В годы борьбы с последствиями культа личности памятник Сталину был демонтирован. Памятник Ленину оставался на перроне до 1990-х годов, а затем был перенесён на Привокзальную площадь.

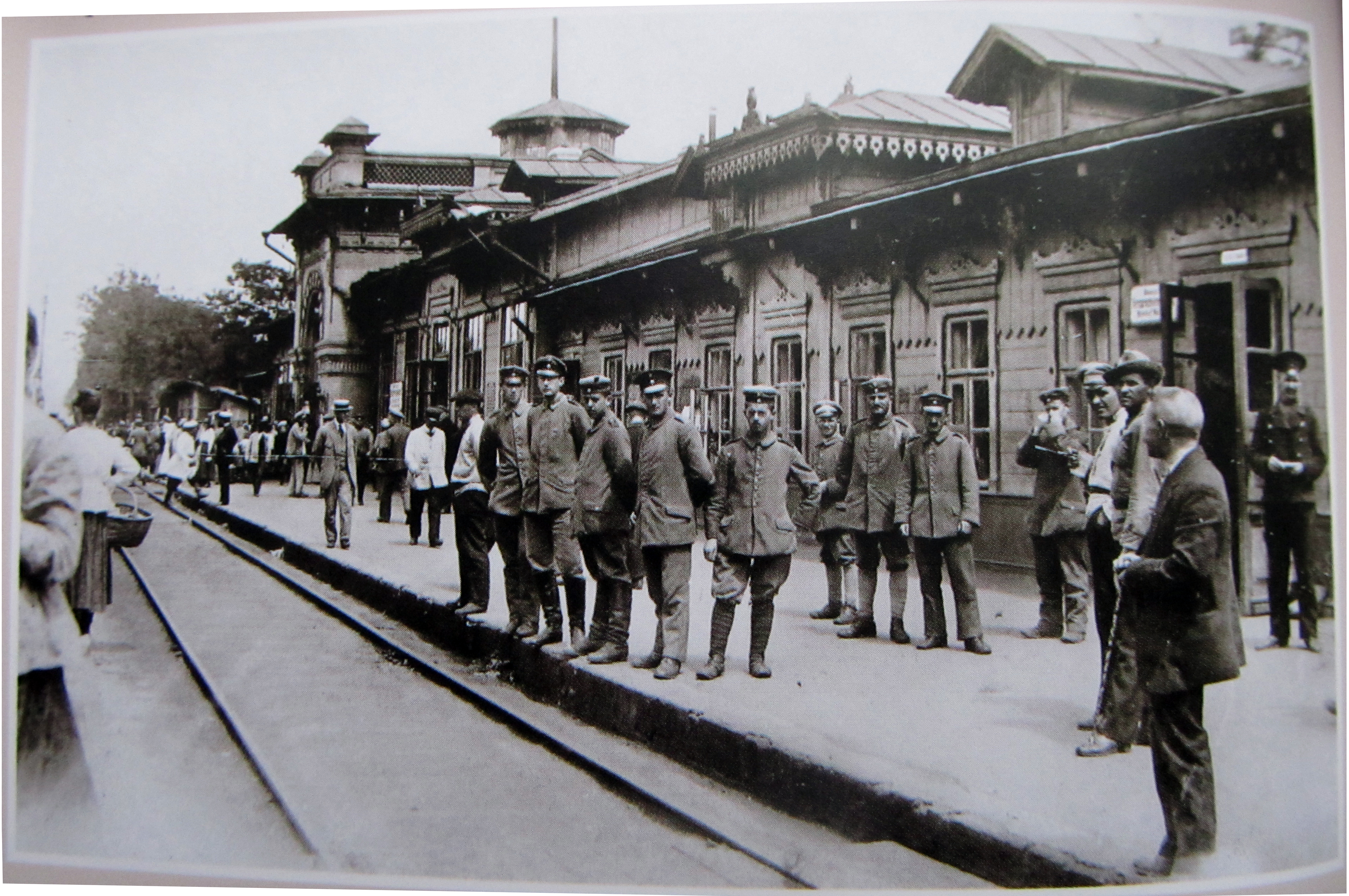
на железнодорожном перроне (1918 год)
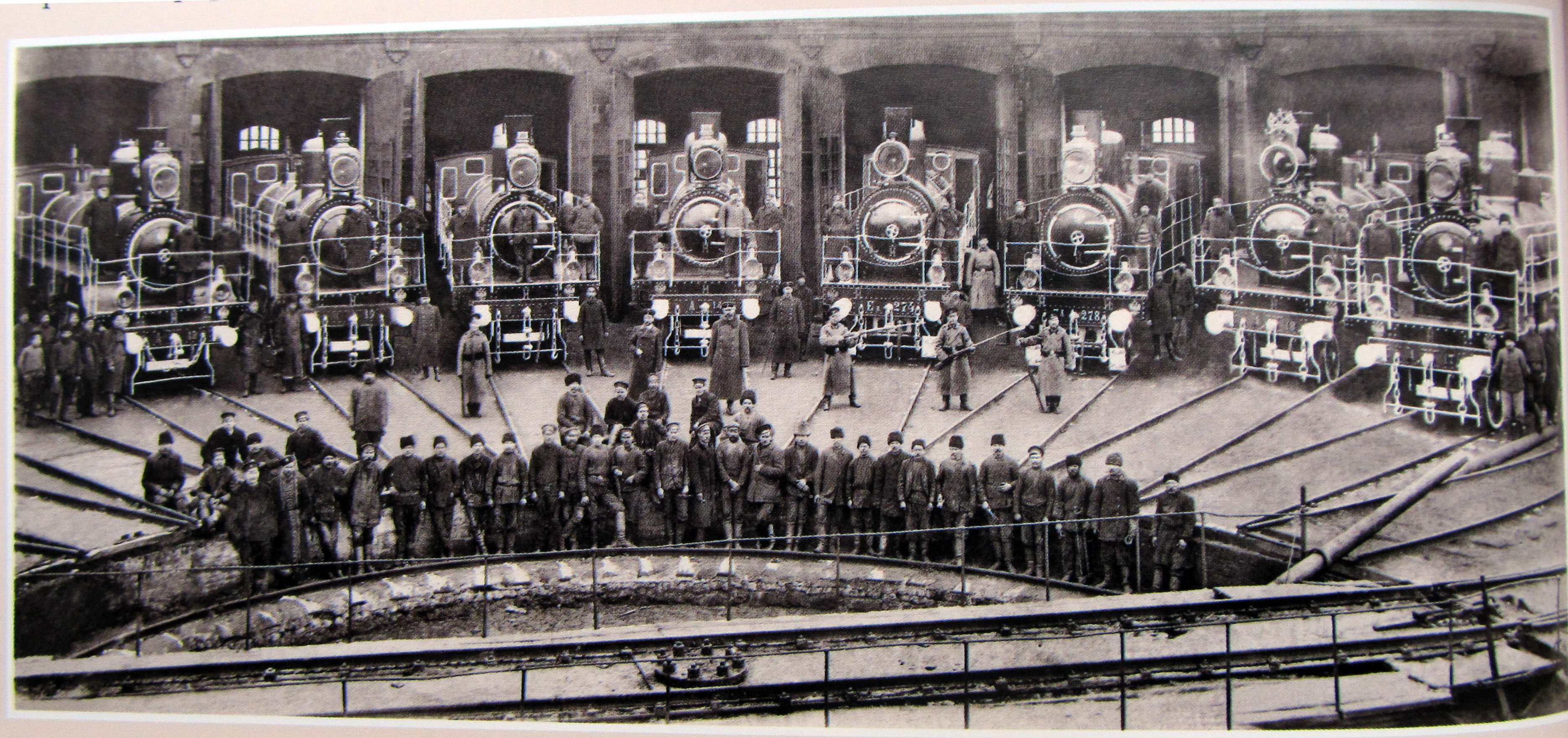
поворотный круг в локомотивном депо (примерно 1918 год)
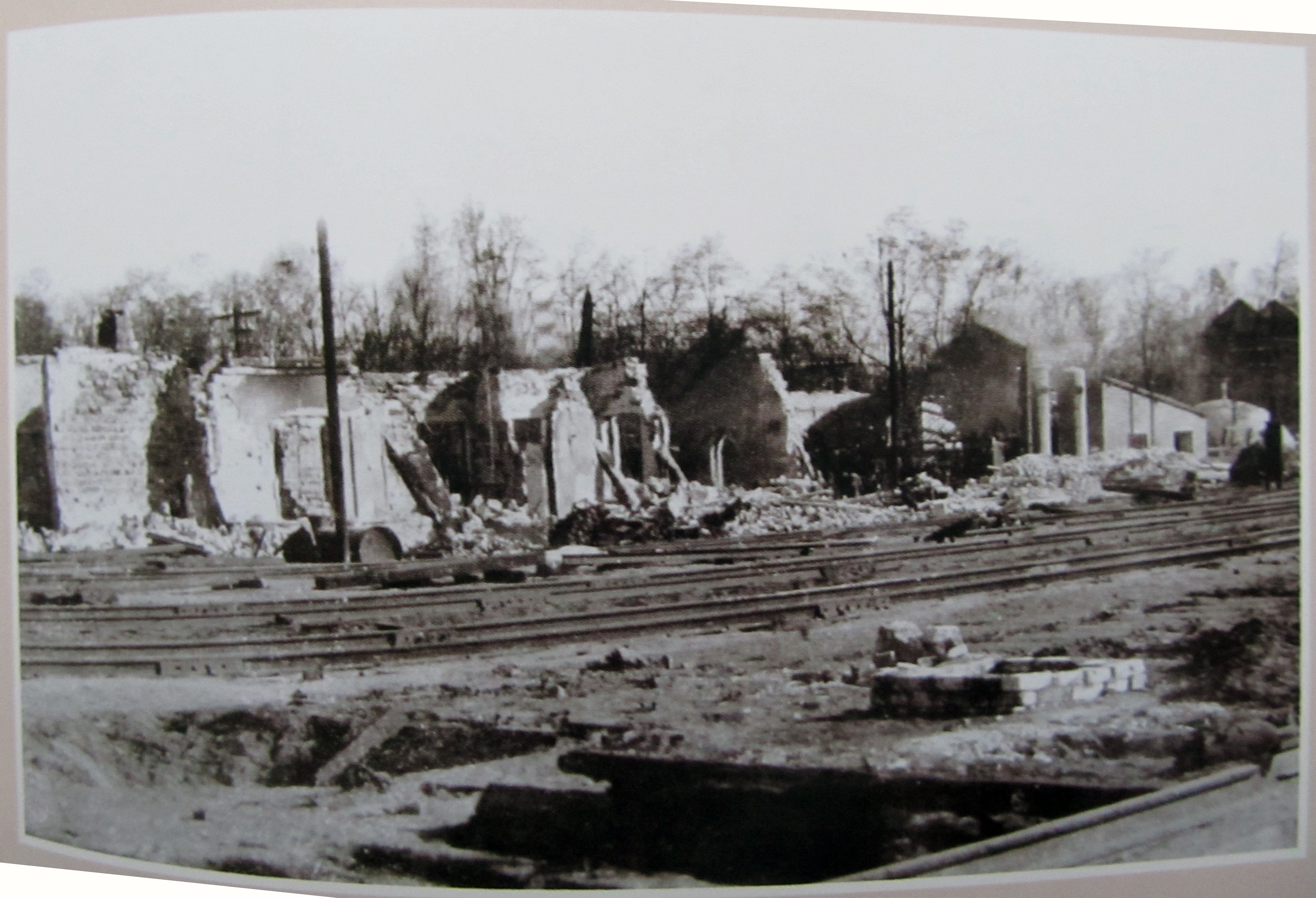
разрушения в районе железнодорожной станции (1943 год)
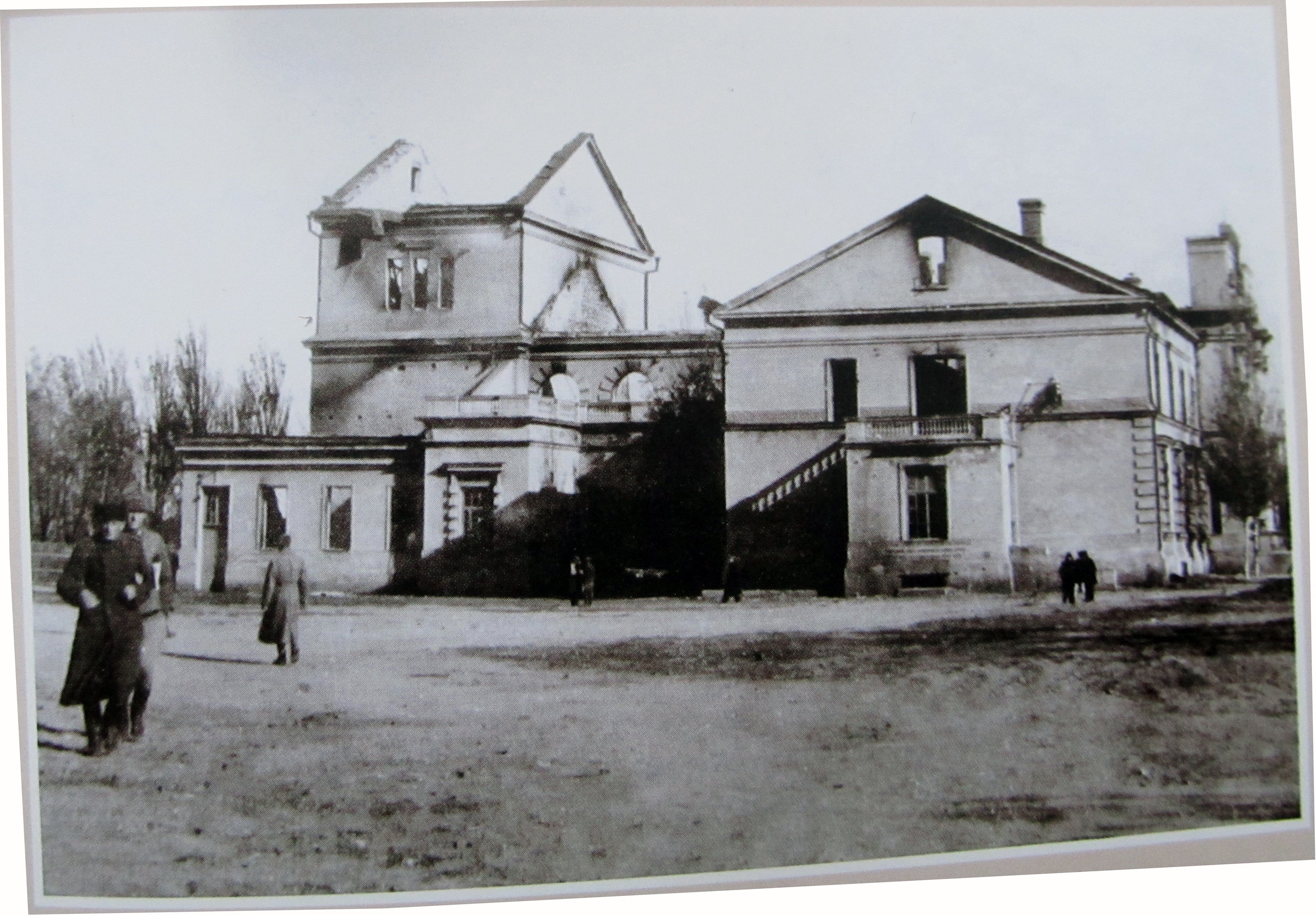
здание дворца железнодорожников (1943 год)

С апреля по декабрь 2014 года, в связи с аннексией Крыма Россией, на станции временно проводился пограничный и таможенный досмотр поездов.
С началом российского вторжения на Украину станция оказалась оккупирована ВС РФ, через станцию регулярно идёт снабжение российских войск живой силой, военной техникой, горюче-смазочными материалами.

## Деятельность
На станции осуществляются:
- продажа пассажирских билетов;
- приём и выдача багажа;
- приём и выдача грузов повагонными и мелкими отправками (имеются подъездные пути, крытые склады и открытые площадки), а также в универсальных контейнерах (3 и 5 тонн).

На станции расположено локомотивное депо ТЧ-3 Мелитополь.

## Дальнее следование по станции
| № поезда      | Сообщение                                                          | № поезда      | Сообщение                                                          | Периодичность следования по ст. Мелитополь                               |
| ------------- | ------------------------------------------------------------------ | ------------- | ------------------------------------------------------------------ | ------------------------------------------------------------------------ |
| 11 «Славутич» | Киев — Новоалексеевка                                              | 12 «Славутич» | Новоалексеевка — Киев                                              | ежедневно                                                                |
| 81 «Харьков»  | Харьков — Новоалексеевка                                           | 82 «Харьков»  | Новоалексеевка — Харьков                                           | 31/05-14/09 ежедневно, с 15/09 по нечетным                               |
| 85/185        | Львов — Новоалексеевка (Бердянск (до Федоровки, потом на Бердянск) | 86/186        | Новоалексеевка (Бердянск(до Федоровки, потом объеденённый) — Львов | 12/06-12/09 ежедневно, с 13/09 по нечетным (на Бердянск с 13/09 отменен) |
| 87            | Ковель — Новоалексеевка                                            | 88            | Новоалексеевка — Ковель                                            | четные                                                                   |
| 189/243       | Днепр — Кривой Рог — Геническ                                      | 190/244       | Геническ — Кривой Рог — Днепр                                      | 04/06-06/09 по четным                                                    |
| 279           | Жмеринка — Геническ                                                | 280           | Геническ — Жмеринка                                                | четные до 14/09                                                          |
| 281           | Хмельницкий — Геническ                                             | 282           | Геническ — Хмельницкий                                             | нечетные до 13/09                                                        |
| 231           | Ивано-Франковск — Геническ                                         | 232           | Геническ — Ивано-Франковск                                         | четные до 8/09 (в сторону Ив. Франковск до 6/09)                         |

Звёздочкой отмечены поезда, курсирующие только в летний период.
С 25 февраля 2022 года, в связи с опасностью курсирования поездов из-за российского вторжения в Украину, АО «Укрзализныця» отменило движение всех поездов дальнего и пригородного сообщения, следующих через станцию Мелитополь к станциям Запорожье I, Запорожье II, Новоалексеевка и Сиваш.

## Пригородное сообщение
Пригородные поезда отправлялись с вокзала станции Мелитополь до конечных станций: Запорожье, Днепр, Кривой Рог, Тащенак, Акимовка, Новоалексеевка, Геническ, Сиваш, Верхний Токмак, Нововесёлая.

## Фотогалерея
|                                              |                                          |                                      |                                      |
| Платформы железнодорожной станции Мелитополь | Вид на перрон с пешеходного моста        | Вид со стороны Привокзальной площади | Центральный вход в здание вокзала    |
|                                              |                                          |                                      |                                      |
| Памятник паровозу у вокзала                  | Памятник Ленину на Привокзальной площади | Бюст Фрунзе напротив здания вокзала  | Мемориальная плита на здании вокзала |